# Domaine provincial du Bois des Rêves
Le domaine provincial du Bois des Rêves est un domaine de détente belge (tourisme d'un jour) situé dans la commune d’Ottignies-Louvain-la-Neuve dans le Brabant wallon. Le domaine est ouvert en 1971. Il est situé au Sud du centre d’Ottignies dans le Bois des Rêves. En 2009, le domaine compte 125 000 visiteurs aux mois de juillet et août, dont 52 000 pour la piscine. Le Bois des Rêves est le troisième site touristique le plus fréquenté du Brabant wallon.
Le domaine s’étend sur environ 67 hectares et possède un étang de pêche, une plage, un bassin et une piscine (fermée en 2021), des pistes santé et VTT, mais aussi un bois, une zone humide et près de 17 km de chemins et sentiers balisés.
Le domaine est ouvert au public toute l’année et l’entrée est gratuite, excepté la plage. Il est accessible en train : la gare de Céroux-Mousty est située à 1 000 m de l'entrée du domaine.
En 2015, le domaine accueille le championnat de Belgique de VTT.